# Pazyrycká kultura

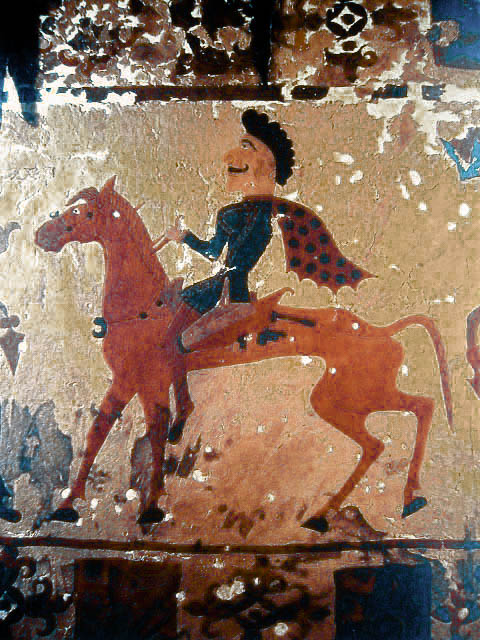
Jezdec na pazyryckém koberci, Ermitáž

Pazyrická kultura je skytská archeologická kultura doby železné existující mezi 6. a 3. století př. n. l. jižní Sibiře a Altaje. Horští Pazyrykové sídlící na Altaji představovali kočovnou, pasteveckou společnost, zatímco severněji sídlící se věnovali usedlému zemědělství a žili v opevněných osadách.
Významné naleziště leží především v údolí kazašské řeky Bolšoj Ulagan a skládá se pěti větších a devíti menších mohyl – kurganů, pocházejících z 5. až 3. století př. n. l. Výzkum probíhal v letech 1929 a 1947 až 1949 a patří mezi nejvýznamnější zdroje informací o Skytech před jejich přesunem na západ. V těchto hrobech byly nalezeny zlaté artefakty, mumie lidí a zvířat, textilie. nebo soubory ohřívadel, konopných semen a dřevěných trojnožek nejspíše užívané k inhalaci konopí, jež u Skytů zmiňuje Hérodotos.
Nejznámějším nálezem náležejícím této kultuře je takzvaná altajská princezna, mumie bohatě potetované mladé ženy z ruské náhorní planiny Ukok nalezená v roce 1993.